# 考特蘭鎮區 (明尼蘇達州尼科萊特縣)
考特蘭鎮區（英語：Courtland Township）是位於美國明尼蘇達州尼科萊特縣的一個行政鎮區。

## 歷史
考特蘭鎮區原名為希洛鎮區（Hilo Township，得名自夏威夷州的希洛），於1858年設立，1865年改為現稱。現稱得名自紐約州的科特蘭。

## 地方資料
考特蘭鎮區的面積為109.06平方千米，當中陸地面積為94.76平方千米，而水域面積為14.30平方千米。根據2020年美國人口普查的數據，當地共有人口572人，而人口密度為每平方千米5.24人。